# Monte Júcar
Monte Júcar es una localidad española perteneciente al municipio de Alberique, en la provincia de Valencia. Está situada en la parte centro-sur de la comarca de la Ribera Alta. Cerca de esta localidad se encuentran los núcleos de Gabarda, San Cristóbal y Villanueva de Castellón.

## Demografía
Según el Instituto Nacional de Estadística de España, en el año 2010 Monte Júcar contaba con 218 habitantes censados.